# Umrisszeichnung

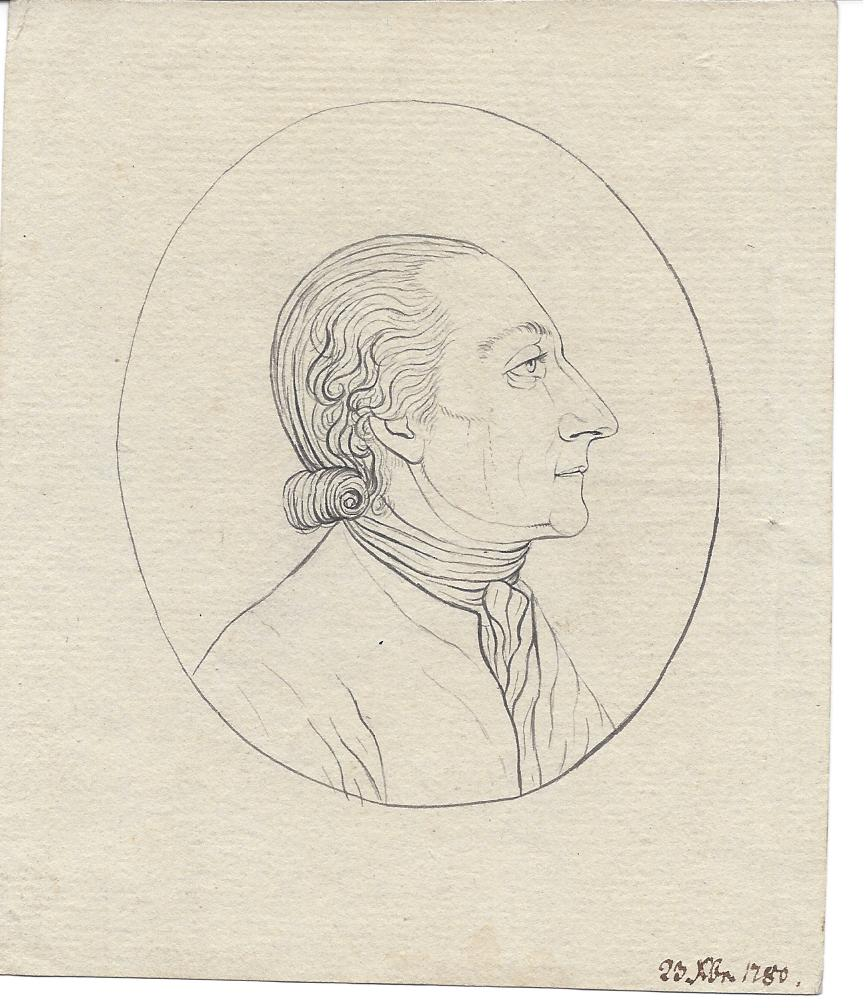
Umrisszeichnung: Porträt Johann Caspar Lavater

Die Umrisszeichnung ist eine klassizistische Darstellungstechnik. Ihr entspricht der Umrissstich bzw. die Umrissradierung als Reproduktionsverfahren. Sie ist deutlich vom Schattenriss abzugrenzen, welcher eher aufgrund einer Inverskopie auf gedrucktem Papier, einem Negativ eines Fotos bzw. einem Scherenschnitt bei beleuchteten oder angestrahlten Körpern ähnelt.
Die Umrisszeichnung bzw. der Umriss- oder Konturenstich gibt nur die strengen Konturen der Komposition wieder – ohne Binnenzeichnung und dadurch ohne plastische Modellierung und Schattengebung, die beim Kupferstich durch ein System von Kreuzlagen erreicht werden. Beim Umriss- oder Konturenstich liegen allenfalls die Figuren etc. zur besseren Abhebung vom weißen Papiergrund einer partiellen schraffierten Hintergrundfläche auf.
Vor dem Klassizismus vor allem in der Porträtsammlung Johann Caspar Lavaters und sonst höchstens zur Illustrierung im Sach- und Fachbuchbereich verwendet, führte John Flaxman (1755–1826) vor 1800 Umrisszeichnung – und zu deren Vervielfältigung den Umrissstich – als neue Manier bei seinen Illustrationsfolgen zu Dante, Homer etc. ein. Er fand bald auch in Deutschland zahlreiche Nachahmer in dieser für die Verbreitung von Werken kostengünstigen Stich-, Radier- und Lithotechnik im Illustrationsbereich. Hervorzuheben sind u. a. Bonaventura Genelli, Julius Nisle, Moritz Retzsch und Johann Christian Ruhl.
Der Schweizer Johann Ludwig Aberli (1723–1786) verwendete die Umrisstechnik schon in den 1760er Jahren für seine Landschaftsfolgen, deren Blätter er selbst oder seine Gehilfen tuschten oder kolorierten. Diese Aberlische Manier fand in der Kunstindustrie Verbreitung und Nachfolge in vielen Ländern.
Verwandt mit dem linearen Konturenstich ist der ebenfalls um 1800 als adäquates Reproduktionsmittel – z. B. für gezeichnete Entwurfskartons – entwickelte Kartonstich, bei dem eine Andeutung von Licht und Schatten nur durch das An- und Abschwellen der Linien mit dem Grabstichel erreicht wurde. Bahnbrechend im Kartonstich waren Julius Thaeter (1804–1870) und seine Schüler (Johann Burger).